# Kreis Monor
Der Kreis Monor (ungarisch Monori járás) ist ein Kreis in der Mitte des zentralungarischen Komitats Pest. Er grenzt im Westen an den Kreis Gyál, im Nordwesten und Norden an den Kreis Vecsés, im Osten an den Kreis Nagykáta, im Südosten an den Kreis Cegléd und im Südwesten an den Kreis Dabas.

## Geschichte
Der Kreis ging zur ungarischen Verwaltungsreform Anfang 2013 aus seinem Vorläufer, dem gleichnamigen Kleingebiet (ungarisch Monori kistérség), hervor. 11 der 15 Gemeinden (57,7 % der Bevölkerung bzw. 73,4 % der Fläche) gelangten damals in den neuen Kreis Monor. Die restlichen 4 Gemeinden wechselten zum Kreis Vecsés.

## Gemeindeübersicht
Der Kreis Monor hat eine durchschnittliche Gemeindegröße von 5.945 Einwohnern auf einer Fläche von 29,98 Quadratkilometern. Die Bevölkerungsdichte liegt geringfügig über dem Wert des gesamten Komitats. Der Kreissitz befindet sich in der größten Stadt, Monor, im Zentrum des Kreises gelegen.
| 11 Gemeinden | Status   | Herkunft Kleingebiet | Einwohnerzahl | Einwohnerzahl | Einwohnerzahl | Fläche (km²) | Bevölkerungs- dichte (Ew./km²) |
| 11 Gemeinden | Status   | Herkunft Kleingebiet | 01.10.2011    | 01.01.2013    | 01.01.2016    | 01.01.2016   | Bevölkerungs- dichte (Ew./km²) |
| ------------ | -------- | -------------------- | ------------- | ------------- | ------------- | ------------ | ------------------------------ |
| Bénye        | Gemeinde | Monor                | 1.179         | 1.193         | 1.226         | 16,52        | 74,2                           |
| Csévharaszt  | Gemeinde | Monor                | 1.887         | 1.895         | 1.855         | 49,24        | 37,7                           |
| Gomba        | Gemeinde | Monor                | 2.870         | 2.951         | 2.952         | 39,71        | 74,3                           |
| Gyömrő       | Stadt    | Monor                | 16.250        | 16.466        | 17.236        | 26,51        | 650,2                          |
| Káva         | Gemeinde | Monor                | 658           | 664           | 658           | 11,31        | 58,2                           |
| Monor        | Stadt    | Monor                | 17.626        | 17.677        | 17.960        | 46,79        | 383,8                          |
| Monorierdő   | Gemeinde | Monor                | 4.147         | 4.116         | 4.139         | 15,07        | 274,7                          |
| Nyáregyháza  | Gemeinde | Monor                | 3.719         | 3.693         | 3.672         | 32,01        | 114,7                          |
| Péteri       | Gemeinde | Monor                | 2.204         | 2.185         | 2.268         | 11,89        | 190,7                          |
| Pilis        | Stadt    | Monor                | 11.568        | 11.498        | 11.518        | 47,35        | 243,3                          |
| Vasad        | Gemeinde | Monor                | 1.908         | 1.889         | 1.916         | 33,41        | 57,3                           |
| Kreis Monor  |          |                      | 64.016        | 64.227        | 65.400        | 329,81       | 198,3                          |